# Zadanie specjalne (film 1963)
Zadanie specjalne (tyt. oryg. Detyrë e posaçme) – albański film fabularny z roku 1963 w reżyserii Kristaqa Dhamo. Szósty w kolejności film fabularny nakręcony w Albanii.

## Opis fabuły
Film nawiązuje do prawdziwych wydarzeń, rozgrywających się w latach 50., kiedy wywiad brytyjski i amerykański podjęły operację Valuable - działań dywersyjnych na terytorium Albanii, zmierzających do obalenia systemu komunistycznego w tym kraju. Dom Tomorriego jest punktem kontaktowym dla agentów obcego wywiadu, którzy próbują tworzyć antykomunistyczny ruch oporu. Główną rolę w tych planach odgrywa przybyły z zagranicy Anton Murrizi. Tomorri otrzymuje tajne dokumenty, radiostację i pierwsze zadania. Postanawia jednak współpracować ze Służbą Bezpieczeństwa (Sigurimi i Shtetit), aby zlikwidować organizację.

## Obsada
- Ndrek Luca jako Tomorri
- Preng Lëkunda jako radiotelegrafista Ndrek
- Loro Kovaçi jako Gjergj Nikolla
- Marie Logoreci jako Lokja
- Roza Xhuxha jako nauczycielka
- Sandër Prosi jako pułkownik John
- Gaqo Spiro jako pułkownik Służby Bezpieczeństwa
- Gjon Daka jako Anton Murrizi
- Seit Boshnjaku jako dywersant
- Ndrek Prela jako sanitariusz
- Elez Kadria jako Fatos
- Lutfi Hoxha jako Guri Thanasi
- Ilia Shyti jako Kasem Gjora
- Xhemal Broja
- Lec Bushati
- Lazër Filipi
- Antoneta Fishta
- Hasan Konçi
- Mimika Luca
- Fatos Minarolli
- Skënder Plasari
- Avni Resuli
- Mihal Stefa
- Lazër Vlashi
- Lec Vuksani

## Zobacz także
- Pułapka